# Skrętka ekranowana

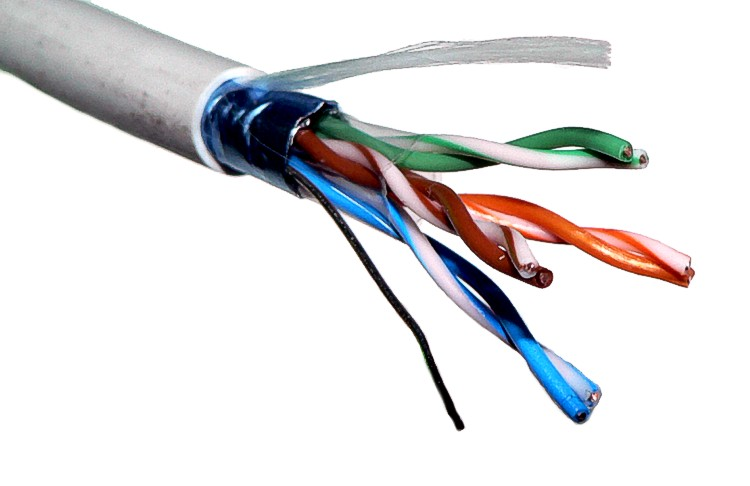
Przewód typu F/UTP

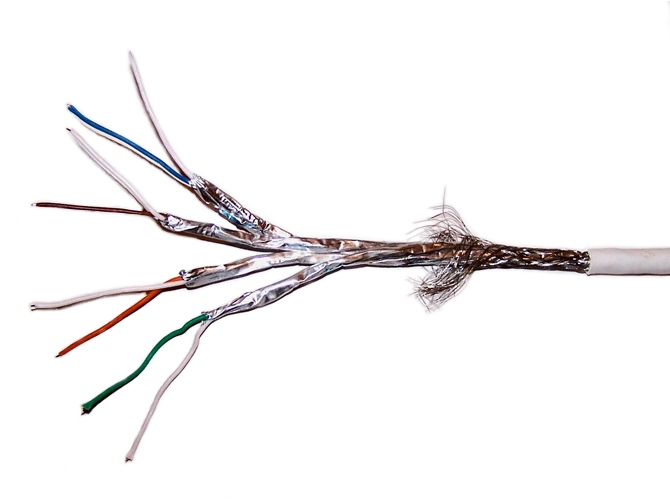
Przewód typu S/FTP

Skrętka ekranowana (ang. Shielded Twisted Pair, STP) – jeden z rodzajów skrętki stosowanej w sieciach standardu Ethernet. Zastosowanie ekranowania elektrycznego powoduje, iż sygnał przesyłany za jej pomocą w mniejszym stopniu ulega zakłóceniom zewnętrznym oraz minimalizuje emisję zakłóceń radiowych. Wg normy ISO/IEC 11801 wyróżnia się następujące typy skrętek ekranowanych: 
- pojedynczo ekranowane: U/FTP,
- całościowo ekranowane: F/UTP, S/UTP, SF/UTP,
- podwójnie ekranowane (pojedynczo i całościowo): F/FTP, S/FTP, SF/FTP.

Najczęściej spotykane rodzaje skrętek ekranowanych: 
- F/UTP (FTP) – posiadają folię aluminiową oplatającą w całości cztery pary przewodów.
- S/FTP – posiadają folię aluminiową na każdej pojedynczej parze przewodów i ekran miedziany oplatający w całości cztery pary przewodów. Są to kable wymagane np. w okablowaniu kategorii 7.

Stosowanie przewodów ekranowanych wymaga od wykonawcy okablowania strukturalnego znajomości zasad prawidłowego ekranowania oraz elektrycznych połączeń wyrównawczych budynku. Podstawową zasadą ekranowania jest prawidłowe uziemienie ekranu na obu końcach przewodu, w przeciwnym wypadku ekran zadziała jako antena odbierająca i nadająca zakłócenia, pogarszając parametry sygnału. W przypadku nieprawidłowego wykonania sieci elektrycznej oraz teleinformatycznej może dojść do przypadku, w którym ekran przewodu ethernetowego będzie służył jako przewód ochronny (PE) lub powstaną tzw. pętle uziemienia. Prócz niebezpieczeństwa porażenia prądem elektrycznym, przepływ prądu przez ekran powoduje znaczące pogorszenie parametrów transmisji.